# Liste der Kulturdenkmale in Cunnersdorf (Dresden)
Die Liste der Kulturdenkmale in Cunnersdorf umfasst sämtliche Kulturdenkmale der Dresdner Gemarkung Cunnersdorf. Grundlage bildet das Denkmalverzeichnis des Themenstadtplans Dresden, das sämtliche bis Januar 2006 vom Landesamt für Denkmalpflege Sachsen erfassten Kulturdenkmale beinhaltet. Straßen und Plätze in der Gemarkung Cunnersdorf sind in der Liste der Straßen und Plätze in Cunnersdorf (Dresden) aufgeführt.

## Legende
- Bild: Bild des Kulturdenkmals, ggf. zusätzlich mit einem Link zu weiteren Fotos des Kulturdenkmals im Medienarchiv Wikimedia Commons. Wenn man auf das Kamerasymbol klickt, können Fotos zu Kulturdenkmalen aus dieser Liste hochgeladen werden:
- Bezeichnung: Denkmalgeschützte Objekte und ggf. Bauwerksname des Kulturdenkmals
- Lage: Straßenname und Hausnummer oder Flurstücknummer des Kulturdenkmals. Die Grundsortierung der Liste erfolgt nach dieser Adresse. Der Link (Karte) führt zu verschiedenen Kartendiensten mit der Position des Kulturdenkmals. Fehlt dieser Link, wurden die Koordinaten noch nicht eingetragen. Sind diese bekannt, können sie über ein Tool mit einer Kartenansicht einfach nachgetragen werden. In dieser Kartenansicht sind Kulturdenkmale ohne Koordinaten mit einem roten bzw. orangen Marker dargestellt und können durch Verschieben auf die richtige Position in der Karte mit Koordinaten versehen werden. Kulturdenkmale ohne Bild sind an einem blauen bzw. roten Marker erkennbar.
- Datierung: Baubeginn, Fertigstellung, Datum der Erstnennung oder grobe zeitliche Einordnung entsprechend des Eintrags in der sächsischen Denkmaldatenbank
- Beschreibung: Kurzcharakteristik des Kulturdenkmals entsprechend des Eintrags in der sächsischen Denkmaldatenbank, ggf. ergänzt durch die dort nur selten veröffentlichten Erfassungstexte oder zusätzliche Informationen
- ID: Vom Landesamt für Denkmalpflege Sachsen vergebene, das Kulturdenkmal eindeutig identifizierende Objekt-Nummer. Der Link führt zum PDF-Denkmaldokument des Landesamtes für Denkmalpflege Sachsen. Bei ehemaligen Kulturdenkmalen können die Objektnummern unbekannt sein und deshalb fehlen bzw. die Links von aus der Datenbank entfernten Objektnummern ins Leere führen. Ein ggf. vorhandenes Icon  führt zu den Angaben des Kulturdenkmals bei Wikidata.

## Liste der Kulturdenkmale in Cunnersdorf
| Bild | Bezeichnung                                                                                      | Lage                               | Datierung                                                              | Beschreibung | ID       |
| ---- | ------------------------------------------------------------------------------------------------ | ---------------------------------- | ---------------------------------------------------------------------- | --- | -------- |
|      | Seitengebäude und Scheune des Dreiseithofes Gönnsdorfer Str. 32                                  | Alter Eichbuscher Weg (Karte)      | 1. Hälfte 19. Jh. (Seitengebäude)                                      | Seitengebäude mit Stiege zum Obergeschoss, Scheune hofseitig zweitorig, Gebäude zum Teil holzverschalt und mit Satteldächern, als Zeugnis dörflicher Architektur und Bauweise und Teil des historischen Ortskerns von Cunnersdorf baugeschichtlich und ortsgeschichtlich bedeutend | 09283757 |
|      | Wohnstallhaus und Seitengebäude eines ehemaligen Bauernhofs                                      | Alter Eichbuscher Weg 3 (Karte)    | 1. Hälfte 19. Jh. (Wohnstallhaus)                                      | Wohnstallhaus mit Fachwerkobergeschoss, kleines massives Seitengebäude, als Zeugnis dörflicher Architektur und Bauweise und Teil des historischen Ortskerns von Cunnersdorf baugeschichtlich und ortsgeschichtlich bedeutend | 09283770 |
|      | Scheune                                                                                          | Gönnsdorfer Straße 1 (Karte)       | 18. Jh. (Scheune)                                                      | zweitorige Fachwerkscheune, als Zeugnis dörflicher Architektur und Bauweise und Teil des historischen Ortskerns von Cunnersdorf baugeschichtlich und ortsgeschichtlich bedeutend | 09283764 |
|      | Scheune und Anbau im Winkel und Pfeiler der Hofeinfahrt eines Bauernhofes                        | Gönnsdorfer Straße 8 (Karte)       | 19. Jh. (Scheune)                                                      | Scheune verbrettert und Giebel verschiefert, ein Torpfeiler der Hofeinfahrt erhalten, als Zeugnis dörflicher Architektur und Bauweise und Teil des historischen Ortskerns von Cunnersdorf baugeschichtlich und ortsgeschichtlich bedeutend | 09283759 |
|      | Auszugshaus mit angebauter Scheune (mit Stallteil), Hofeinfahrt und Pforte eines Dreiseithofes   | Gönnsdorfer Straße 15a (Karte)     | bezeichnet 1866 (Auszugshaus), bezeichnet 1866 (Pforte)                | Auszugshaus verputzt, Pforte mit bezeichnetem Türsturz, Toreinfahrt aus Sandsteinpfeilern, als Zeugnis dörflicher Architektur und Bauweise und Teil des historischen Ortskerns von Cunnersdorf baugeschichtlich und ortsgeschichtlich bedeutend | 09283766 |
|      | Wohnstallhaus, Scheune und Hofeinfahrt eines Bauernhofes                                         | Gönnsdorfer Straße 18; 20a (Karte) | 2. Hälfte 19. Jh. (Wohnstallhaus), 2. Hälfte 19. Jh. (Dreiseithof)     | verputzte Gebäude mit Satteldächern, Giebel Wohnstallhaus mit Drillingsfenster, drei Sandsteinpfeiler der Hofeinfahrt erhalten, als Zeugnis dörflicher Architektur und Bauweise und Teil des historischen Ortskerns von Cunnersdorf baugeschichtlich und ortsgeschichtlich bedeutend | 09283758 |
|      | Wohnstallhaus und Scheune eines Bauernhofes                                                      | Gönnsdorfer Straße 19 (Karte)      | um 1800 (Wohnstallhaus), Ende 19. Jh. (Scheune), um 1800 (Dreiseithof) | Wohnstallhaus mit Fachwerkobergeschoss und holzverschaltem, zugewandtem Giebel, Scheune aus zwei Gebäudeteilen im Winkel, als authentische Zeugnisse dörflicher Architektur und Bauweise und Teil des historischen Ortskerns von Cunnersdorf baugeschichtlich und ortsgeschichtlich bedeutend | 09283767 |
|      | Wohnstallhaus und Scheune eines Bauernhofs                                                       | Gönnsdorfer Straße 27 (Karte)      | um 1800 (Wohnstallhaus), um 1800 (Zweiseithof)                         | verputzte Gebäude mit Satteldächern, als Zeugnis dörflicher Architektur und Bauweise und Teil des historischen Ortskerns von Cunnersdorf baugeschichtlich und ortsgeschichtlich bedeutend | 09283768 |
|      | Wohnstallhaus, Scheune und Hofeinfahrt eines Bauernhofs                                          | Gönnsdorfer Straße 34 (Karte)      | bezeichnet 1891 (Wohnstallhaus), bezeichnet 1913 (Scheune)             | massive Bauten mit Satteldächern, repräsentative Sandsteinpfeiler der Toreinfahrt, Anlage als Zeugnis dörflicher Architektur und Bauweise und Teil des historischen Ortskerns von Cunnersdorf baugeschichtlich und ortsgeschichtlich bedeutend | 09283771 |
|      | Wohnhaus                                                                                         | Helfenberger Weg 3 (Karte)         | Anfang 19. Jh. (Bauernhaus)                                            | ländliches Fachwerkhaus mit hölzernem Windfang und holzverschaltem, zugewandtem Giebel, als Zeugnis dörflicher Architektur und Bauweise und Teil des historischen Ortskerns von Cunnersdorf baugeschichtlich und ortsgeschichtlich bedeutend | 09283772 |
|      | Dorfteich mit Sandsteineinfassung und Insel                                                      | Nordstraße (Karte)                 | 1. Viertel 16. Jahrhundert (Teich)                                     | Zeugnis für einen Erwerbszweig der einstigen Bewohner des Ortes und charakteristisches Element der Dörfer des Schönfelder Hochlandes, ortsgeschichtlich und landschaftsgestaltend bedeutend Bei vielen Dörfern, gerade im Bereich des Schönfelder Hochlandes, bilden die Teiche ein charakteristisches und wichtiges strukturelles Element der historischen Siedlungskerne. Vergleichbare Anlagen finden sie in Schullwitz und Weißig. Wie die Dorfkirche, das Pfarrhaus und der Dorfgasthof gehören sie zum traditionellen Bild ländlicher Orte. Dabei dienten sie in neuerer Zeit vor allem als Löschwasserteiche. Früher wurden in ihnen von Fall zu Fall Fische gehalten. Zumeist wurden sie zu diesem Zweck erst angelegt (so in Moritzburg). In Cunnersdorf einer Ansiedlung ohne Kirche erscheint der Teich außerdem als wichtiger identitätsstiftender Artefakt. Das macht das Engagement einiger Bürger von Cunnersdorf für den Erhalt des Teiches in seiner überkommenen Form deutlich. Aus der Geschichte des Ortes ist bekannt, dass bereits im 16. Jahrhundert Teiche zu Cunnersdorf gehörten. So wird 1530 das „dorffe Kunersdorff“ mit „funff Teichlein“ erwähnt. Mit großer Wahrscheinlichkeit dienten diese Teiche der Fischzucht. Dass der heute noch erhaltene Dorfteich älter ist, zeigt ein sächsisches Meilenblatt aus dem Jahre 1783 (hier ist der Teich am nördlichen Ende des Ortes gut erkennbar). Die Denkmaleigenschaft des Teiches von Cunnersdorf ergibt nach dem bisher Dargelegten aus der ortsgeschichtlichen Bedeutung(=Zeugnis für einen Erwerbszweig der einstigen Bewohner des Ortes) und der landschaftsgestaltenden Bedeutung (=charakteristisches Element der Dörfer des Schönfelder Hochlandes). Das öffentliche Erhaltungsinteresse resultiert aus der Tatsache, dass die Denkmaleigenschaft und die Notwendigkeit der Erhaltung des Teiches Teilen der Bevölkerung plausible erscheint (siehe bereits erwähntes Bürgerengagement). | 09283763 |
|      | Auszugshaus, Taubenhaus, zwei Scheunen im Winkel und Pfeiler der Hofeinfahrt eines Vierseithofes | Nordstraße 2 (Karte)               | bezeichnet 1858 und später (Auszugshaus)                               | Auszugshaus mit Fachwerkobergeschoss, Fachwerkscheunen, Hofeinfahrt mit zwei Sandsteinpfeilern, weitgehend authentisch erhaltene Anlage, Zeugnis dörflicher Architektur und Bauweise, Teil des historischen Ortskerns von Cunnersdorf, baugeschichtlich und ortsgeschichtlich bedeutend | 09283762 |
|      | Wohnstallhaus eines Dreiseithofes                                                                | Nordstraße 9 (Karte)               | um 1850 (Wohnstallhaus)                                                | massiver Bau mit Satteldach, verputzt, Sandsteingewände, Giebel mit gekoppelten Rundbogenfenstern, Zeugnis dörflicher Architektur und Bauweise und Teil des historischen Ortskerns von Cunnersdorf, baugeschichtlich und ortsgeschichtlich bedeutend | 09283761 |

## Ehemalige Denkmale
| Bild                                    | Bezeichnung       | Lage                          | Datierung | Beschreibung                                  | ID |
| --------------------------------------- | ----------------- | ----------------------------- | --------- | --------------------------------------------- | -- |
| Direkt Bild zu diesem Denkmal hochladen | Studentenwohnheim | Gönnsdorfer Straße 28 (Karte) |           |                                               |    |
|                                         | Dreiseithof       | Gönnsdorfer Straße 32 (Karte) |           | Scheune und Seitengebäude eines Dreiseithofes |    |